# Lista de canções número um na Brasil Hot Pop Songs em 2013
Este anexo contém a lista de canções que atingiram o número um da tabela musical Brasil Hot Pop Songs em 2013. A lista é publicada mensalmente pela revista Billboard Brasil, que divulga as quarenta faixas mais executadas nas estações de rádios do Brasil a partir de dados recolhidos pela empresa Crowley Broadcast Analysis. As músicas, de repertório nacional e internacional, são avaliadas através da grade de segmento pop da companhia supracitada, que compreende as cidades de São Paulo, Rio de Janeiro, Campinas, Ribeirão Preto, Brasília, Belo Horizonte, Curitiba, Florianópolis, Porto Alegre, Salvador, Fortaleza, Recife, Goiânia e as do Triângulo Mineiro, além do Vale do Paraíba.

## Histórico
| Mês       | Canção                | Artista     | Melhor posição na Brasil Hot 100 Airplay | Ref.   |
| --------- | --------------------- | ----------- | ---------------------------------------- | ------ |
| Janeiro   | "Diamonds"            | Rihanna     | 12                                       | [ 2 ]  |
| Fevereiro | "Diamonds"            | Rihanna     | 12                                       | [ 2 ]  |
| Março     | "Diamonds"            | Rihanna     | 12                                       | [ 3 ]  |
| Abril     | "93 Million Miles"    | Jason Mraz  | N/A                                      | [ 4 ]  |
| Maio      | "93 Million Miles"    | Jason Mraz  | N/A                                      | [ 5 ]  |
| Junho     | "Girl on Fire"        | Alicia Keys | N/A                                      | [ 1 ]  |
| Julho     | "Show das Poderosas"  | Anitta      | 2                                        | [ 6 ]  |
| Agosto    | "Show das Poderosas"  | Anitta      | 2                                        | [ 7 ]  |
| Setembro  | "Não Para"            | Anitta      | 4                                        | [ 8 ]  |
| Outubro   | "Não Para"            | Anitta      | 4                                        | [ 9 ]  |
| Novembro  | "When I Was Your Man" | Bruno Mars  | N/A                                      | [ 10 ] |
| Dezembro  | "Wake Me UP!"         | Avicii      | N/A                                      | [ 11 ] |